# M.I.L.F. $
«M.I.L.F. $» (звучит как «Milf Money») — сингл американской певицы Ферги с её второго альбома Double Dutchess. Сингл вышел 1 июля 2016 года, в этот же день появилось и музыкальное видео.

## Обзор
С одной стороны выражение «Milf Money» созвучно с выражением «Milk Money». Под ним подразумеваются деньги, которые родители дают детям, для покупки молока в школьной столовой.
C другой стороны сам акроним MILF на сленге означает «Mother I’d Like to Fuck», то есть «Мамаша с которой я бы переспал». В видеоклипе на песню эта аббревиатура расшифрована как «Moms I’d Like to Follow», что значит «Мамы за которыми я бы пошёл». По словам Ферги, они хотели немного расширить это понятие, ведь «женщина также делает карьеру, занимается семьёй, но при этом успевает следить за собой и быть сексуальной».
В 2013 году Ферги стала мамой, у неё родился сын Эксл. По её словам, именно это событие и вдохновило её на написание этой песни.

## Музыкальное видео
Режиссёром видео выступил Колин Тилли, съёмки проходили в Лос-Анджелесе. Действие клипа разворачивается в нескольких локациях стилизованных в стиле 50-х годов: раскрашенный в карамельные цвета городок Милфвилль, спа, кафе с содовой, классная комната в школе.
Помимо самой Ферги в видео задействовано много известных матерей: Ким Кардашян, Наташа Поли, Крисси Тейген (вместе с дочерью Луной), Алессандра Амбросио (вместе с дочерью Аней), Сиара, Джемма Уорд, Тара Линн, Девон Аоки, Анджела Линдвалл, Изабели Фонтана и Эмбер Валлетта. Мужские роли исполнили Джон Кортахарен в роли молочника и Джордан Баррет в роли бармена.

## Критика
Алекса Кэмп из Slant Magazine отметил, что это не хитовый сингл, однако как интро для альбома он хорошо подходит.

## Формат выпуска
- Цифровая дистрибуция[1]

1. «M.I.L.F. $» — 2:42

## Чарты
| Чарты                                       | Макс. позиция |
| ------------------------------------------- | ------------- |
| Australia (ARIA)                            | 26            |
| Canada (Canadian Hot 100)                   | 28            |
| France (SNEP)                               | 89            |
| Germany (Official German Charts)            | 89            |
| Hungary (Single Top 40)                     | 22            |
| Ireland (IRMA)                              | 78            |
| Italy (FIMI)                                | 82            |
| New Zealand Heatseekers (Recorded Music NZ) | 1             |
| Portugal (AFP)                              | 95            |
| Scotland (Official Charts Company)          | 28            |
| UK Singles (Official Charts Company)        | 56            |
| UK Download (Official Charts Company)       | 23            |
| UK R&B (Official Charts Company)            | 7             |
| US (Billboard Hot 100)                      | 34            |
| US (Billboard Hot Rap Songs)                | 7             |